# Fauna do Brasil
A Fauna do Brasil envolve o conjunto de espécies de animais distribuídas por todo o território brasileiro. Na selva amazônica existe uma abundante fauna de peixes e mamíferos aquáticos que habitam os rios e lagos. As espécies mais conhecidas são o pirarucu e o peixe-boi (este em via de extinção). Nas várzeas existem jacarés e tartarugas (também ameaçados de extinção), bem como algumas espécies de anfíbios, notadamente a lontra e a capivara e certas serpentes, como a sucuri. Nas florestas em geral predominam a anta, a onça, os macacos, o preguiça, o caititu, a jiboia, a sucuri, os papagaios, araras e tucanos e uma imensa variedade de insetos e aracnídeos.
Nas caatingas, cerrados e campos são mais comuns a raposa, o tamanduá, o tatu, o lobo guará, o guaxinim, a ema, a seriema, perdizes e codornas, e os batráquios (rãs, sapos e pererecas) e répteis (cascavel, surucucu e jararaca). Há abundância de térmitas, que constroem montículos duros como habitação. De maneira geral, a fauna brasileira não encontra rival em variedade, com muitas espécies inexistentes em outras partes do mundo. São inúmeras as aves de rapina, como os gaviões, como as corujas e os mochos, as trepadoras, os galináceos, as pernaltas, os columbídeos e os palmípedes.

## Mamíferos

### Marsupiais
O grupo de animais a que pertence o gambá difere tanto do dos demais mamíferos, que constitui uma subclasse, chamada dos didelfos ou ainda metatérios, em oposição a todos os demais mamíferos, que são os prototérios e monodelfos placentários ou eutérios.
Não bastará citar esta enfiada de nomes rebarbativos. É indispensável dizer por que foi preciso dividir em três a classe dos mamíferos. Militaram, de fato, para isso, razões ponderáveis.
Os marsupiais (que constituem a ordem única da subclasse) acham-se bem caracterizados pelo fato de os filhos nascerem ainda em começo de seu desenvolvimento verdadeiros embriões e após passarem para uma bolsa (marsúpio) que se localiza na região ventral posterior, isso nas espécies de maior tamanho,tal bolsa não existe, ou limita-se a uma simples prega lateral da pele.
A esse caráter, tão evidente em certas famílias, e apenas vestigial na maioria delas, vêm se juntar outros comuns a todas. Nas espécies brasileiras, há um sistema dentário com 50 dentes (i 5/4 c 1/1 pm 3/3 m 4/4), quer dizer, 13 dentes em cada ramo dos maxilares superiores e 12 nos da mandíbula.
Tal forma dentária afasta-se da que se encontra na maioria dos mamíferos a qual raramente consta de mais de 44 dentes. Ainda mais. A dentição é definitiva, exceção apenas de um só molar que sofre muda. Apontaremos mais o fato de os marsupiais possuírem dois úteros (didelfia) e a cloaca ser ao mesmo tempo a abertura urogenital, quer dizer, um esfíncter comum abarca as duas aberturas, anal e urogenital.
Os zoólogos ainda notam mais outros caracteres, como placenta ausente ou muito rudimentar. O cérebro não apresenta corpo caloso. A ordem dos marsupiais está dividida em várias famílias, só ocorrendo, no Brasil, uma: a dos didelfídeos, cujas espécies são assim grupadas por Miranda Ribeiro:
Arborícolas

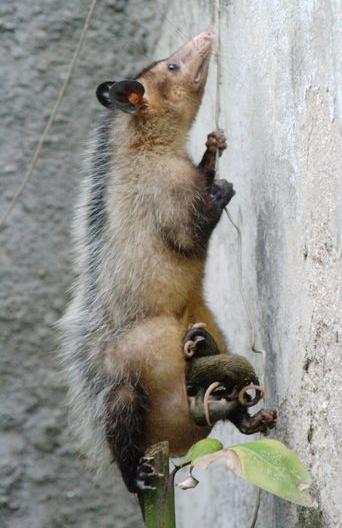
Gambá fêmea, com a bolsa marsupial cheia de filhotes.

1. Fêmea com bolsa perfeita, com pelo grosseiro — Didelphis.
2. Fêmeas com bolsa, pelo fino, macio ou lanoso — Metachirops.
3. Fêmeas com bolsa imperfeita, verdadeira prega lateral:
  1. Pelo curto, base da cauda descoberta — Metachirus.
  2. Pelo farto, lanoso, cobrindo a cauda até a ponta — Mallodelphis.
  3. Idem à anterior, com a cauda coberta só na base — Caluromys — Philander.
4. Fêmea sem vestígio de bolsa — Marmosa.

Nadadoras
1. Com pés palmados, cauda não-preênsil, anfíbios — Chironectes.

Terrícolas
1. Cauda pouco ou não-preênsil, maior que o corpo e a cabeça juntos, aspecto musteloide — Lutreolina.
2. Cauda menor que o corpo - Monodelphis (= Peramys), Microdelphis.

Percebemos logo pela divisão dessa família, com cerca de quarenta espécies conhecidas, que seus diversos membros têm hábitos dessemelhantes, pois, uns vivem nas árvores, outros habitam o solo e alguns até frequentam as águas numa vida semiaquática.
Claro está que, igualmente, a alimentação deles deve diferir como teremos ensejo de ver.
O povo, a bem dizer, só distingue entre todos os membros da família cinco ou seis tipos: gambás, cuícas, cuíca-cauda-de-rato, cuíca-d'água, gambá-marta e rato-cachorro.
Convém, como melhor esclarecimento, dizer que embora a ordem seja chamada dos marsupiais, por possuírem uma bolsa onde protegem os filhos, este caráter só aparece, ao menos no Brasil, nas espécies do gênero Didelphis, gambás propriamente ditos e em uma cuíca. As demais ressentem-se da ausência da bolsa.

### Quirópteros
No Brasil, assim como resto da América Latina, existem três tipos de morcegos:
- Hematófagos: que se alimentam de sangue;
- Insetívoros: que se alimentam de insetos;
- Frugívoros: que se alimentam de frutas.

#### Hematófagos
Existe quase uma centena de espécies de morcegos que habitam o Brasil, somente três se alimentam de sangue. Estas três constituem a família dos Desmodontídeos. Para bem distintingui-los, como convém, entre os demais, diremos que apresentam corpo robusto, orelhas curtas, com trago muito notável. Dedo polegar muito comprido. Focinho curto, com apêndice nasal reduzido a uma simples carúncula membranosa em torno das narinas. Esse focinho olhado de frente ou de perfil dá-nos impressão de uma miniatura de buldogue.

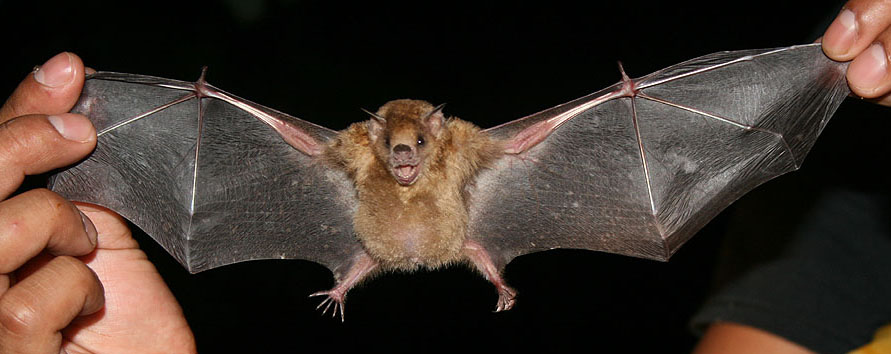
Sturnira lilium.

Mas o que muito caracteriza a família é não possui senão pequena e fina membrana ligando as pernas sem o menor vestígio da cauda. Ainda mais que isso, caracteriza seguramente a família o seu aparelho dentário, cujos "molares são estreitos, com margens cortantes e incisivos superiores muito grandes, falciformes, maiores que os próprios caninos e extremamente aguçados".
Os morcegos hematófagos não se penduram pelos pés, como os frugívoros e insetívoros. Encostam a uma parede, ou árvore, com as asas encolhidas, fixando a unha do seu dedo polegar à parede a que se agarram, com a cabeça para baixo, no estilo geral da ordem. Embora assim apoiados à parede, tabuado, tábua, árvore, jamais ajustam o ventre a essa superfície. Há sempre um pequeno afastamento.
Outra particularidade é que sabem andar pelo chão, ou melhor, sabem locomover-se aí, aos altos à maneira dos sapos. Fixam residência no oco das árvores ou grutas, de onde saem ao baixar do crepúsculo para atacar animais de cujo sangue exclusivamente vivem. Atacam toda a espécie de gado, ave domésticas e animais silvestre.
Sílvio Torres, que entre nós fez observações minuciosas a respeito dos costumes destes animais em cativeiro, escreve: 
Quando se alimentam, é na maioria das vezes, com a cabeça para cima, de modo a apanhar o sangue que ocorre pela ferida; algumas vezes os vi lamberem o sangue por cima da ferida.
 Os lugares para moderem são a base da cauda, a cernelha, espádua, a tábua do pescoço, a coroa os cascos e a face interna das coxas e testículos, quando os animais estão deitados.
 Tendo o animal feridas anteriores, raspam eles com os dentes a casca até sair sangue; quando o animal não está ferido, eles escolhem o local, e mordem fazendo uma ferida redonda, pequena, só na epiderme, por onde corre o sangue. Ao morderem fazem um barulho seco — tac.
 O animal, ao ser atacado, pela primeira vez, abana a cauda, e demonstra pelos movimentos, sentir a dentada. A crença de que os morcegos hematófagos secretam uma substância anestesiante antes de morderem não é verdadeira, pois sempre vi os animais demonstrarem que sentem a dentada.
 Os animais do campo estão habituados a que pousem sobre eles pássaros que vêm comer carrapatos e por isso, não se espantam muito quando o morcego pousa neles.
 Além disso, o morcego, antes de morder, fica muito tempo pousado no animal como que acostumando-o à sua presença.
 Depois de feita a ferida, o morcego fica com a boca aberta junto dela, deixando sair a saliva: esta saliva, que contém substância anticoagulante, facilita a saída do sangue. O morcego encosta então a língua na ferida e canaliza o sangue para a boca. Quando eles ferem a pele da coroa dos cascos, vê-se nitidamente que encostam a língua na ferida e canalizam o sangue para a boca. Quando eles ferem a pele da coroa dos cascos, vê-se nitidamente que encostam a língua na ferida e canalizam o sangue para a boca.
 Eles são ágeis; quando o animal recua o pé, dão um salto para trás; se o pé avança, saltam para frente como se fossem um sapo.
As três espécies sanguívoras são:

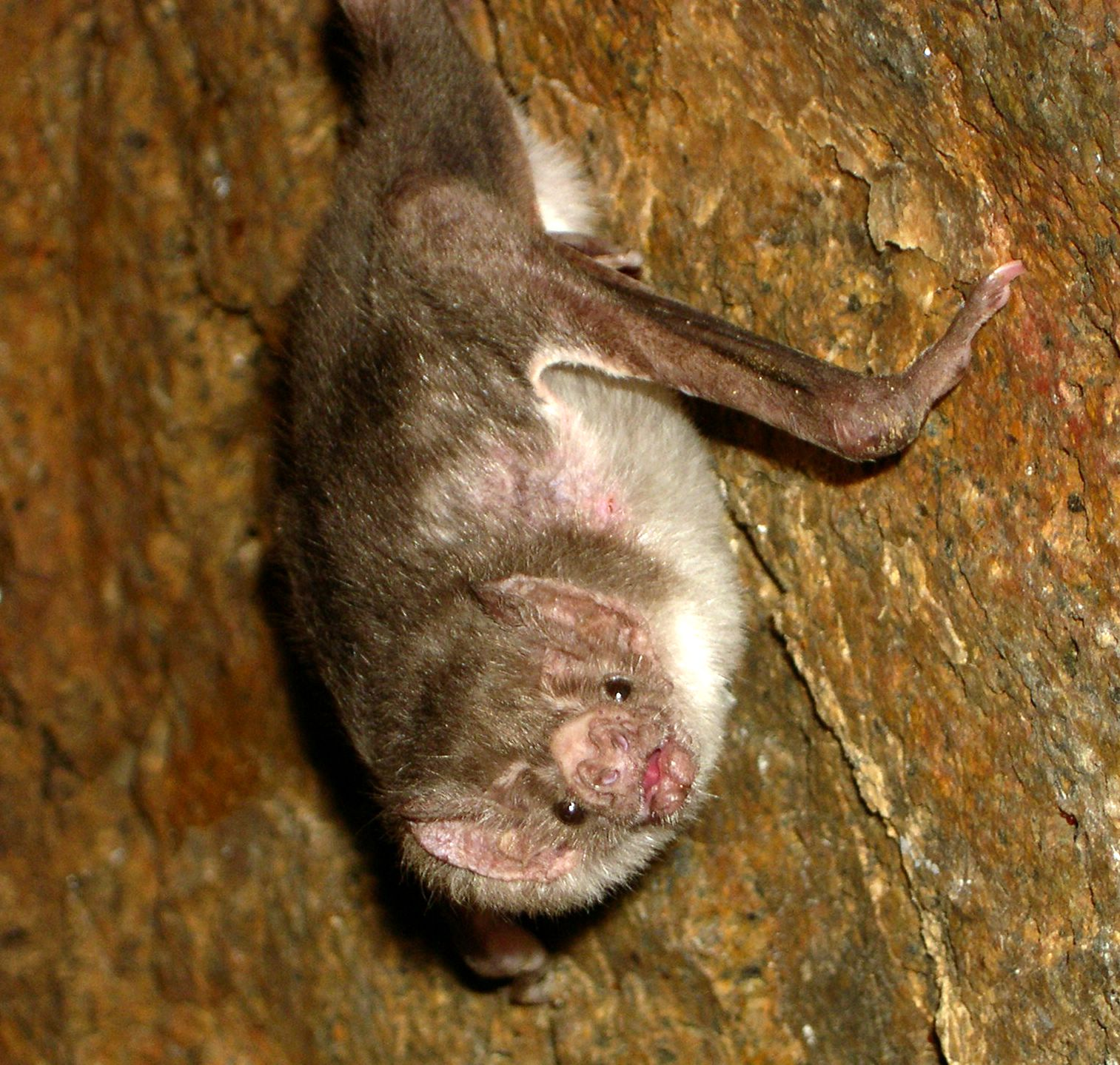
Desmodus rotundus rotundus.

- Desmodus rotundus rotundus, que mede de 75 a 80 mm, cabeça e corpo.
 Colorido geral pardo-ferruginoso nas superiores, e nas inferiores, cinza muito claro.
 O colorido, entretanto, é variável, e por vezes vemos exemplares cor de rato na parte superior e cinza-claro na inferior.
 Tem sido encontrado no Brasil no Amazonas, Pará, Bahia, Minas Gerais, São Paulo, Santa Catarina, Rio Grande do Sul. Fora do Brasil: Peru, Equador, Bolívia, Paraguai, norte da Argentina e Uruguai. No Chaco é chamado pelo nome indígena mbopi-gusú.

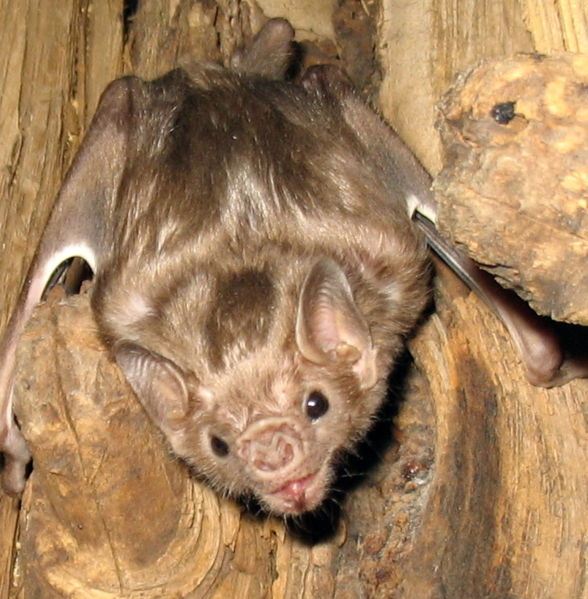
Diaemus youngi.

- Diaemus youngi - Semelhante ao rotundus, até no tamanho. Habita Mato Grosso, São Paulo e Pará; fora do Brasil, Suriname, Colômbia e Venezuela.
- Diphylla ecaudata - Muito parecido com o anterior, porém um pouco menor. Habita o Pará, Amazonas, Bahia, Minas Gerais, Rio de Janeiro, São Paulo, Santa Catarina, Paraná. Fora do Brasil: América Central, Colômbia e Equador.

A. Ruschi, escreve:
Além dos desmodontídeos, observamos que, acidentalmente, os filostomídeos Artibeus jamaicensis lituratus (Lichl) e Phyllostomus hastatus hastatus (Pallas) se alimentam de sangue. Em 1940 obtivemos alguns exemplares de Artibeus jamaicensis lituratus, colecionados nas folhas de palmeira real que se encontra no parque do Museu de Biologia, e ficamos surpresos quanto ao exame do conteúdo estomacal. Encontramos além de fragmentos de frutas, sangue coagulado. O fato levou à suposição de o fato ter sido provocado por hemorragia interna, devida ao impacto do ferimento recebido pelo projétil. Mais tarde, em 1952, pudemos observar que tal não acontecera, e houve a oportunidade de vê-los alimentarem-se de carne e sangue, o que nos elucidou a ocorrência anterior.
Eurico Santos, autor da Coleção Zoologia Brasílica, afirma em seu sexto volume: 
Também, ficamos surpreendidos ao encontrar, em Castelo, no Espírito Santo, no oco de uma figueira, uma colônia de Phyllostomus hastatus hastatus, vivendo em comum com uma colônia de Molossus rufus. Nas fezes que escorriam pelo tronco dessa árvore, com a consistência e à semelhança das fezes dos desmodontídeos, após examinarmos o conteúdo estomacal de muitos indivíduos, constatamos ser responsável pelo sanguivorismo o P. hastatus hastatus, enquanto M. rufus rufus só trazia insetos no estômago. Em julho de 1952, tivemos em cativeiro tanto P. hastatus hastatus como Artibeus jamaicensis lituratus alimentando-se com carne e sangue. Tais observações puderam, de certa forma, reforçar o que P. L. Ditmars observara em 1935 na Ilha de Trindade, com o Vampyrus spectrum (Lin.) alimentando-se de pequenas aves e ratos.
 Ainda achamos interessante enumerar aqui os trabalhos que realizamos com as espécies de quirópteros encontrados no Espírito Santo, uma vez que preparamos lâminas dos lóbulos cerebrais, do cerebelo e encéfalo, nos quais encontramos com freqüência corpúsculos de Negri; apenas tais corpúsculos foram observados em representantes das famílias Desmodus rotundus rotundus, Diphylla ecaudata, Artibeus jamaicensis lituratus, Phyllostomus hastatus hastatus, Lonchoglosa ecaudata, Lonchorhina gurita, Tonatia brasiliense, Molossus rufus e Todarida espiritosantensis.
Afirmou ainda que os morcegos sanguívoros devem ser perseguidos e destruídos, pois além de prejudicarem os animais domésticos pelas sangrias constantes, a ponto de matá-los, atacam também o homem e, além de tudo, está provado que vêm sendo causadores das epizootias de raiva que se desenvolveram em Santa Catarina e outros estados do Brasil.
Afora a raiva, tais morcegos transmitem provadamente algumas outras doenças aos animais domésticos, como a murrina e o mal-de-cadeiras, ambas causadas por tripanossomas.
Acredita-se que certas pessoas são preferidas pelos morcegos. A. R. Wallace, nas suas Viagens pelo Rio Amazonas e Rio Negro, diz que lhe informaram que certa rapariga índia era tão perseguida pelos morcegos, os quais a sugavam constantemente, e que, por fim, estando ela tão enfraquecida que os parentes, receosos pela vida da criatura, a levaram para outra região não tão abundante em morcegos.

#### Insetívorosefrugívoros

##### Com excrescência (folha) muito notável em cima donariz(Filostomídeos)
Esta família, a mais numerosa das espécies, encerra famílias ricas em gêneros e muitas espécies. Só numa subfamília, a qual encerra apenas três espécies, naturais de Mato Grosso, é que não se encontra a excrescência (folha) em cima do nariz.
É pois, uma boa maneira de distinguir os membros dessa família, que encerra morcegos, geralmente de grande tamanho e até gigantescos e outros bem pequenos. Orelhas desenvolvidas, o mais das vezes.
Os que se alimentam de insetos apanham-nos ao voo e os frugívoros, que constituem maioria, penduram-se nas fruteiras e aí devoram os frutos. Habitam os ocos das árvores, grutas, fendas e cavernas. Outros há que se refugiam nas próprias árvores.

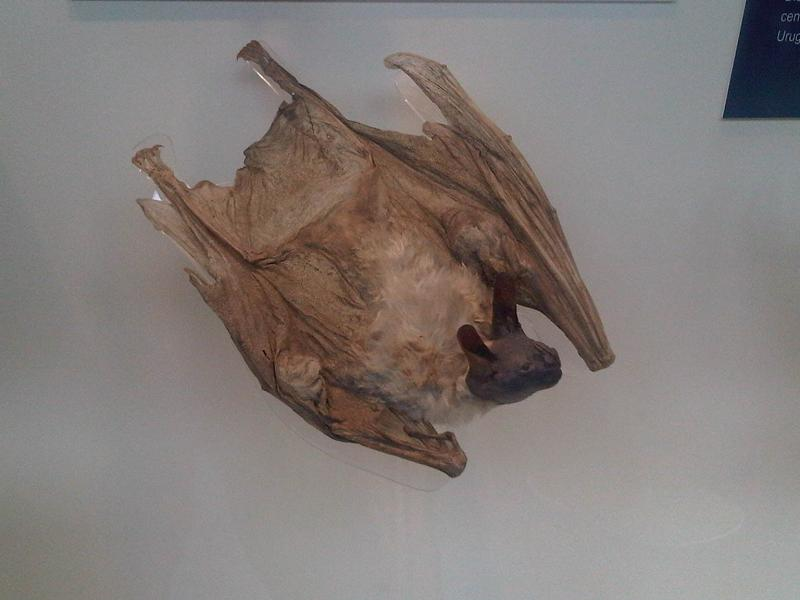
Vampyrum spectrum empalhado.

Durante algum tempo, essa família de mal-encarados morcegos, pesou a pecha de sanguivorismo. Basta citar o nome de uma espécie: Vampyrum spectrum para sentirmos uma arrepio de horror.
Trata-se do maior dos morcegos brasileiros, com 70 cm de envergadura, injustamente caluniado, arrastando através dos tempos a lenda do mais sedento vampirismo. E, entretanto, a feia criatura alimenta-se de frutos, insetos e carne, especialmente as aves, mas de sangue, não. Encontra-se da Bahia ao norte.
Na subfamília dos glossofagíneos, encontram-se morcegos que por muitos tempo foram julgados hematófagos. Esta velha pecha de sanguivorismo não era entretanto gratuita, pois recentemente (1953) Augusto Ruschi verificou que Phyllostomos hastatus hastatus era seguramente hematófago, e ainda igual regime alimentar-se se pode imputar às outras espécies até então livres desta suspeita, como ficou assinalado anteriormente.
Os autores antigos acreditavam que as longas papilas filiformes da língua fosse apêndices apropriados à sucção, mas sabe-se hoje que apenas se dedicam a extrair a polpa de certos frutos.

##### Sem excrescência em cima do nariz ou apenas com vestígios dela
- Com focinho de rato (Vespertilionídeos): Dá-nos essa família os morcegos mais vulgares, cosmopolitas, pois são encontrados em toda a parte, exceto nas regiões polares. Das seis subfamílias em que se acham divididos, uma ocorre no Brasil com 13 espécies.
 São animais de porte não muito avantajado, focinho comprido, muito semelhante ao do rato, sem excrescência em cima do nariz, orelhas ora curtas, ora muito grandes, e trago comprido. A cauda é comprida e quase toda envolvida na membrana interfemural.
 Em geral são cor de rato ou avermelhados. Alimentam-se especialmente de insetos e podem ser assim considerados úteis e dignos de proteção.
 Logo que desce o crepúsculo iniciam as suas caçadas, naquele voo que nos parece incerto e titubeante, mas que eles sustentam durante longas horas. Caçam por vezes a noite inteira e só se recolhem após o albor da madrugada.
 O Dr. Campbell, num exame que fez dos excrementos destes morcegos encontrou 90% de restos de mosquitos. Nas suas 10 horas ou mais de caça calcula-se que cada um chega a apanhar de 500 a 600 desses insetos.
 Quer na América do Norte, quer na Europa, encontram-se abrigos em forma de torres para proteger esses quirópteros de tamanha utilidade. Há formas bem pequenas como a Myotis nigricans, que mede 40 a 45 mm, corpo e cabeça.
- Com cauda de rato (Molossídeos): Distinguem-se bem os morcegos desta família, todos de tamanho regular, mas muito bem caracterizados pela cauda comprida que excede a margem inferior da membrana interfemural, de modo a ficar em grande parte livre.
 Mostra o focinho obliquamente truncado ou obtuso, orelhas ora largas e arredondadas ora estreitas e algo pontudas, por vezes ligadas na base.
 Muito curioso é que a membrana interfemural goza da faculdade de se retrair à vontade, e assim, com essa espécie de leme, o morcego toma com rapidez várias e tortuosas direções na caça aos insetos.
 Estes morcegos cosmopolitas como os da família anterior, possuem certas glândulas de secreção externa que espalham cheiro intolerável. São exímios caçadores de insetos, preferindo os coleópteros.
 No gênero Tadarida encontram-se espécies que se distingqem de todos os outros desta família por possuírem pregas verticais muito salientes no lábio superior - diz Cunha Vieira. Esses morcegos orelhudos acham-se espalhados pela América Central e do Sul.
- Com ventosas nos pés (Tiropterídeos): Família muito curiosa de morcegos pequenos caracterizados por discos adesivos, verdadeiras ventosas de que seu pé, sola e polegares são dotados. Um só gênero com três espécies. 
 Ninguém teve oportunidade de observar a vida destes  morcegos de pequeno porte (Thyroptera albiventer - 35 a 37 mm cabeça e corpo) como Antenor de Carvalho e assim como Eurico Santos, autor da Coleção Zoologia Brasílica, transcreveu as informações do autor original: 
 "Habitam exclusivamente as prefoliações das plantas da família das musáceas, denominadas "sororoca", Ravenala guianensis, "sororoquinha", Heliconia brasiliensis que são abundantes na região, e depois da introdução da bananeira aí (Musa sp.), nas prefoliações destas". 
 "Repousam durante o dia dentro das prefoliações aderidos às paredes destas, uns por cima dos outros, sempre de cabeça para cima, em posição vertical, e mais ou menos expostos ao sol e às chuvas; pois, as sororocas nascem nas orlas e clareiras das capoeiras e matas". 
 São encontrados de 2 a 6 indivíduos do mesmo sexo em cada prefoliação. Somente na época da criação é que se vêem indivíduos de sexos diferentes na mesma prefoliação, isto é, as fêmeas com machos jovens ainda mamando. 
 Têm somente uma cria em cada parto, a qual trazem sempre aderida à teta mesmo no voo. Alimentam-se de pequenos insetos. 
  Os filhotes já desmamados, ainda acompanham as mães por algum tempo, nos voos de caça. 
 Nos meses de setembro e outubro encontrei fêmeas prenhes, recém-paridas e com filhotes desmamados. São nômades, pois, as prefoliações só lhes oferecem abrigo por uns 3 ou 5 dias, findos os quais são obrigados a se mudar para outras prefoliações. 
 Há ocasiões que em um sororocal não há uma só prefoliação com diâmetro capaz de lhes darem guarida, obrigando-os a emigrarem para outros sororocais mais distantes e hospitaleiros. 
 Para entrarem nas prefoliações, aderem primeiro às bordas externas defronte ao ápice com um pequeno voo passam para a parede interna que contém o ápice e aderidos descem deslizando até o fundo da prefoliação. 
 Para saírem, sobem deslizando até a borda, donde alçam voo.
- Com lábio rachado (Noctilionídeos): Nesta pequena família, com dois gêneros e poucas espécies, encontramos morcegos grandes, de orelhas pontudas, bem separadas, focinho saliente, cheio de pregas, como se tivessem os lábios rachados. 
 Olhando a caratonha do bicharoco, achamos algo da fisionomia canina. A membrana interfemural, ou uropatágio, é grande, totalmente nua, "perfurada na parte superior por uma cauda bem desenvolvida". 
 As pernas longas e os pés muito desenvolvidos ostentam dedos fortes com verdadeiras garras. Dessas garras se servem para pescar peixes à maneira das gaivotas em voo por cima das águas dos mares e dos rios. Gostam tanto de peixe que chegam a roubá-los das redes dos pescadores, como Oliveira Pinto teve ensejo de observar na Ilha de Madre de Deus (Bahia). 
 Tratava-se de Noctilio leporinus, o mesmo que o geógrafo Hugh Cotth observou na Ilha de Marajó. Esses morcegos pescadores (quer os do gênero Noctilio, quer os do gênero Dirias) vivem no oco das árvores, dando grande preferência à morcegueira. À tarde saem para as suas pescarias e caçadas pois no seu estômago têm sido encontrados insetos, bem como crustáceos e até frutos. Exalam um fedor insuportável, especialmente as espécies do gênero Dirias.
- Com cauda livre (Embalonurídeos): São morcegos um pouco abaixo do tamanho médio, caracterizados "pela curiosa disposição da cauda, que sendo muito mais curta que a membrana interfemural, perfura-a na sua parte superior, ficando assim com a extremidade inteiramente livre. 
Os machos de certos gêneros possuem glândulas muito desenvolvidas, nas membranas das asas ou na interfemural. — Tais glândulas que parecem servir para atrair as fêmeas na época da procriação, desprendem um humor de cheiro amoniacal. São todos insetívoros. 
 Como curiosidade do grupo cita-se o morcego-branco (Diclidurus albus) que tem pêlo lanoso, de cor branca-creme, orelhas arredondadas, curtas e de cor amarelada. 
 O Príncipe de Wied, que o descreveu, encontrou-o nas folhas do coqueiro onde parece ter moradia. 
 Outra singular criatura desta família é Rhynchiscus naso que podia chamar morcego-trombudo, pois o focinho acompridado dá ares de uma pequena tromba. 
 A cor geral é parda-cinzenta, mais carregada no dorso e com o tom amarelado no ventre. Vivem em bandos nas vizinhanças dos cursos d'água e banhados. 
 "Durante o dia escreve Carlos Vieira, repousam sobre as pedras ou na superfície lisa dos troncos que se debruçam sobre a água e aderem aí tão fortemente, que tomam a aparência de um bando de borboletas pouco visíveis, devido ao colondo cinzento-claro que os confunde com a casca das árvores". 
 Ao chegar a tarde, fartos do repouso diurno, iniciam por sobre as águas a caça dos mosquitos e outros insetos. 
 Amazonas, Pará, Mato Grosso, Minas Gerais e Espírito Santo são os estados onde têm sido encontrados.